# Stolzenburg (Pfälzerwald)
Die Stolzenburg, auch Stelzenberg genannt, ist eine abgegangene Burg südlich der Ortsgemeinde Stelzenberg im Landkreis Kaiserslautern in Rheinland-Pfalz.
Die nicht genau lokalisierbare Burg wurde 1244 von den Herren von Stelzenberg erbaut und 1293 erwähnt. Als weitere Besitzer der Burg werden die Herren von Flersheim genannt. Im Dreißigjährigen Krieg (1618–1648) wurde die Burg vollkommen zerstört.